# Team Knight Rider
Team Knight Rider (TKR) ist eine US-amerikanische Serie aus dem Jahr 1997. Obwohl ihr die Serie Knight Rider als Vorlage diente, hat Team Knight Rider nur noch wenig mit Glen A. Larsons Ur-Serie gemein. Wo in den 1980er Jahren ein Mann und sein Auto ausreichten, geht in den 1990er Jahren ein ganzes Team von Spezialisten mit einer kleinen Flotte von Wunderfahrzeugen für die Foundation für Recht und Verfassung auf Verbrecherjagd. Obwohl größer angelegt, schaffte TKR es nie über die erste Staffel hinaus.

## Teammitglieder und Spezialvehikel
Anstelle des Sattelschleppers aus der Originalserie dient bei TKR ein riesiges Düsenflugzeug namens „Sky One“, eine umgebaute C-5 Galaxy, die jedoch ihre Düsen senkrecht nach unten schwenken und somit senkrecht starten kann, als mobiles Hauptquartier.
Jedes Teammitglied (außer Clayton) fährt ein mit modernster Computertechnik ausgerüstetes Fahrzeug. Im Einzelnen gibt es
- „Dante“, einen Ford Expedition Geländewagen, der von Kyle gefahren wird,
- „Beast“, einen Ford F-150 der von Duke gesteuert wird,
- den Ford Mustang GT „Domino“ (mit einer weiblichen Persönlichkeit), gefahren von Jenny und
- die beiden Motorräder „Plato“ und „Kat“, die sich auf Anweisung ihrer Fahrer Trek und Erica auch zu einem Fahrzeug zusammenkoppeln können.

Obwohl die Fahrzeuge des Team Knight Rider sicherlich von K.I.T.T. inspiriert sind und wahrscheinlich technisch auch eine Weiterentwicklung von ihm darstellen, gibt es doch einen maßgeblichen Unterschied. Die Fahrzeuge wurden allesamt mit einer stärkeren künstlichen Persönlichkeit und mit charakterlichen „Macken“ ausgestattet, die sich manchmal durchaus als hinderlich für den Auftrag darstellen. So liefert sich Beast regelmäßig verbale Duelle mit Duke, um dessen Autorität in Frage zu stellen, während Domino schon mal ihre Aufgaben vernachlässigt, weil sie sich gerade um „Frauendinge“ zu kümmern hat.
Als markantester Unterschied zu K.I.T.T. konnte keines der Fahrzeuge aus TKR den „Turbo Boost“ verwenden, also weder blitzschnell beschleunigen, noch vom Boden abheben und springen. Doch in der letzten Folge erbittet Dante um eine Verbesserung, mit der der Wagen sich selbst reparieren kann und unter Wasser einen größeren Luftvorrat besitzt.

## Bezüge zur Ursprungsserie
„Michael Knight“ tauchte in TKR nur als mysteriöse, totgeglaubte Figur auf. Er wurde in den vereinzelten Folgen, in denen er mitwirkte, nur von hinten gezeigt, so dass man nie sah, ob es David Hasselhoff war – der in der Originalserie den Charakter verkörperte.
K.I.T.T. sah man ebenfalls als Teil des Zentralrechners von „Sky One“, jedoch hörte man die rot-flimmernden Leuchtdioden des Rechners nie sprechen, so dass nie eindeutig geklärt wurde, ob die gezeigte Technologie tatsächlich K.I.T.T.s Zentralrechner ist.
Außerdem gab es noch K.R.O. (= Knight Reformulation One), einen schwarzen Ferrari F355. Er sollte zusammen mit seinem Fahrer Michael und K.I.T.T. ersetzen, nachdem diese den Dienst bei der Foundation quittiert hatten, doch durch eine fehlerhafte Programmierung und des ungeeigneten – weil der Aufgabe seelisch nicht gewachsenen – Fahrers Martin Jantzen wurde auch K.R.O. „seelisch“ krank und attackierte Menschenleben, was ihn zu einem gefährlichen Gegner machte.